# Benneckenrode
Benneckenrode is een plaats in de stad Thale in de Duitse deelstaat Saksen-Anhalt, en maakt deel uit van de Landkreis Harz.